# Tim White (ilustrador)
Tim White (Kent, 4 de abril de 1952 – 6 de abril de 2020) foi um ilustrador britânico, conhecido por seus trabalhos em capas de revistas de fantasia e ficção científica. Na obra A Biographical Dictionary of Science Fiction and Fantasy Artists, o autor Robert Weinberg afirma que White combines superlative detail with a largely figurative approach to his work and creates a totally realistic image of his landscape of the imagination.

## Carreira
White estudou no Medway College of Art entre os anos de 1968 e 1972. Após esse período, ele trabalhou durante cerca de dois anos para vários estúdios de publicidade, até receber o primeiro trabalho para a capa de uma obra do autor Arthur C Clarke, mais especificamente para a The Other Side of the Sky. Desde então ele tem realizado trabalhos para obras de nomes como Robert A. Heinlein, Frank Herbert, August Derleth, H. P. Lovecraft, Piers Anthony e Bruce Sterling.

## Morte
White morreu no dia 6 de abril de 2020, aos 68 anos.

## Livros
- The Science Fiction and Fantasy World of Tim White
- Chiaroscuro
- Mirror of Dreams
- Tim White Miniature
- Tim White Fantasy Art Trading Card Set